# Felsritzungen von Tanum
Die Felsritzungen von Tanum liegen auf dem Gebiet der schwedischen Gemeinde Tanum in der historischen Provinz Bohuslän. Sie sind etwa 3000 Jahre alt und gehören zur Bronzezeit. Durch den großen Reichtum unterschiedlicher Motive – bisher wurden über 10.000 Gravuren entdeckt – geben die Felsenritzungen Aufschluss über das religiöse und soziale Leben dieser Zeit.

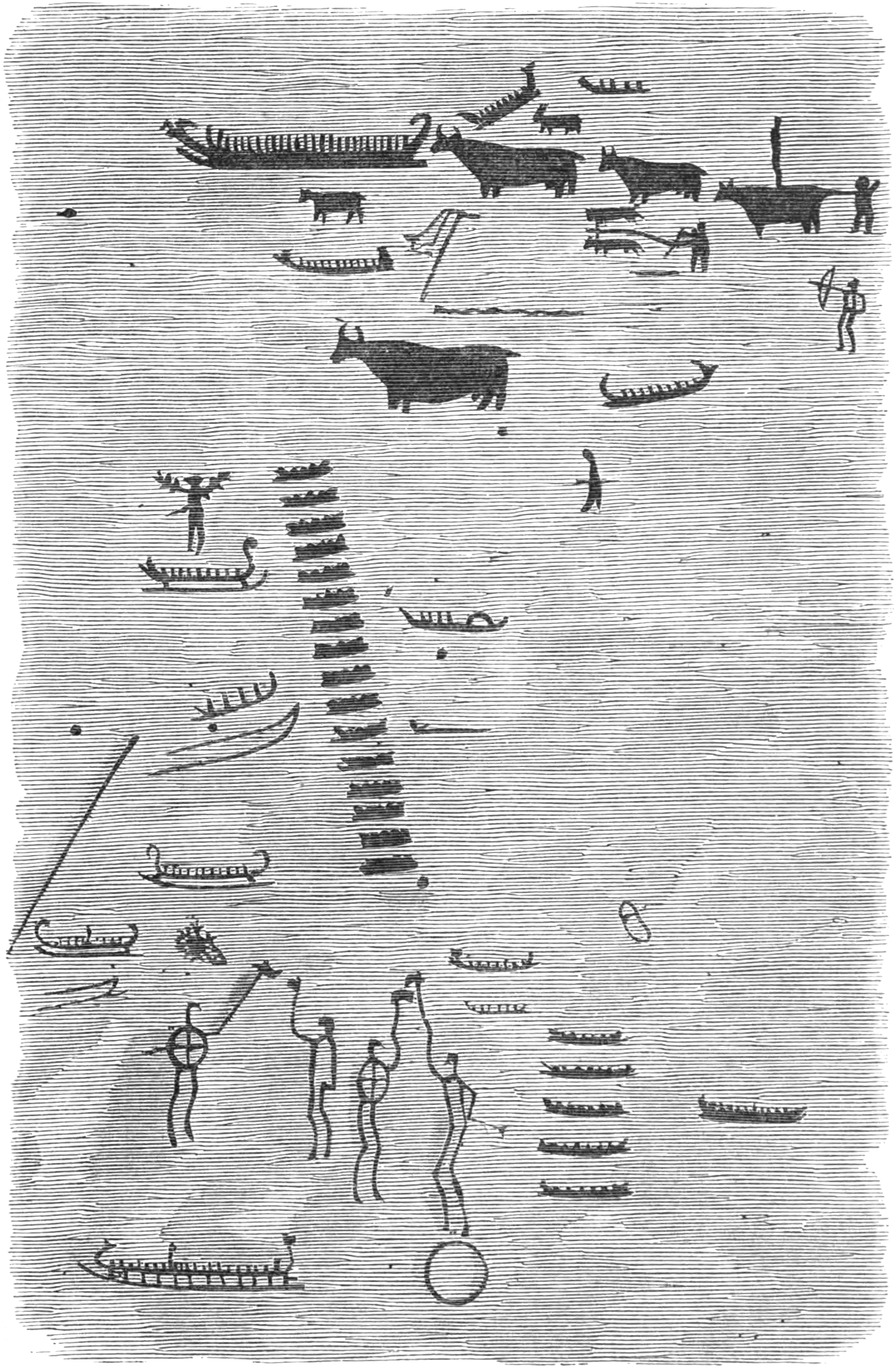
Tegneby

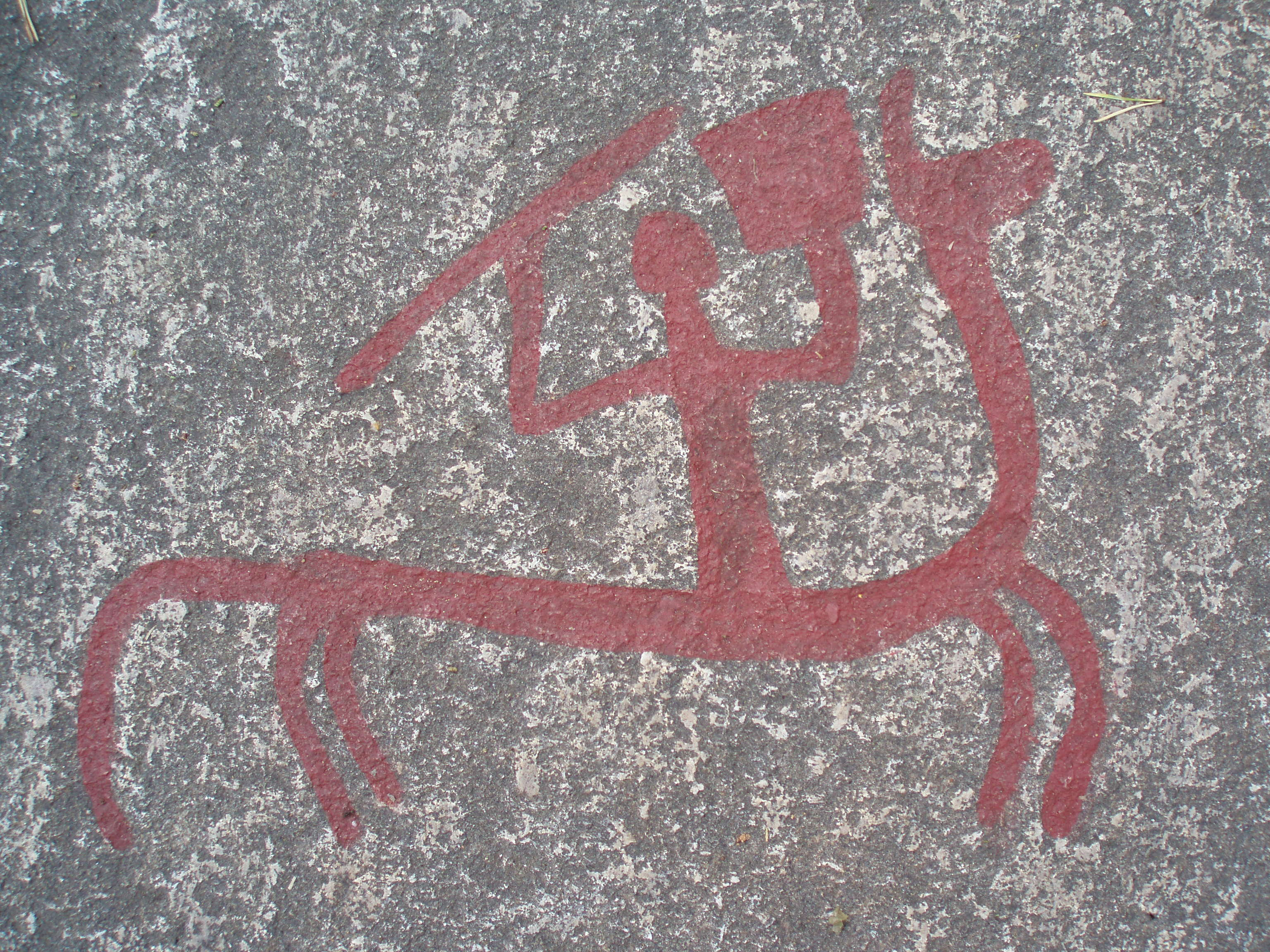
Reiterdarstellung bei Litsleby, Detail

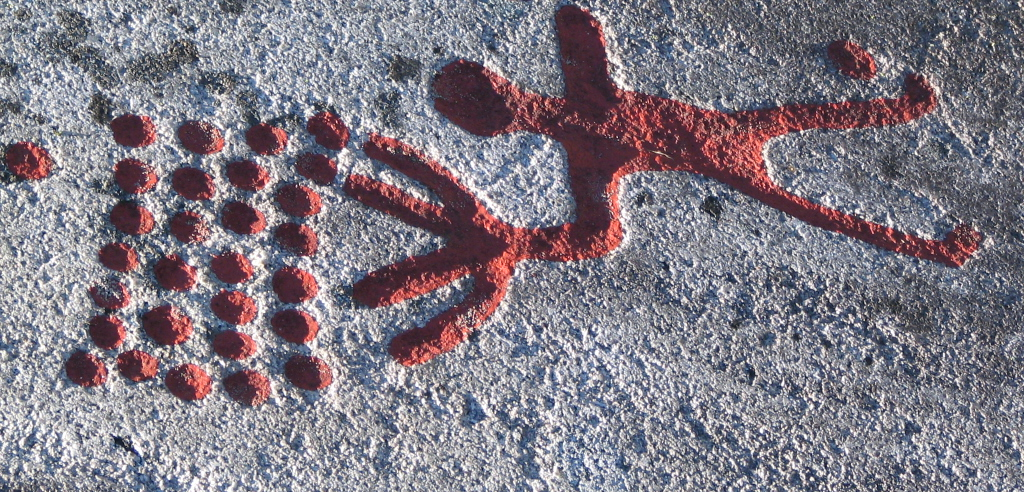
29 Kugeln, evtl. Kalender, Detail

Aus einer Vielzahl von Fundstellen wurden 1994 insgesamt sechs ausgewählte Plätze in die UNESCO-Liste des Weltkulturerbes aufgenommen. Jede der sechs Stätten (Vitlycke, Aspeberget/Tegneby, Fossum, Litsleby, Gerum und Kalleby) besteht aus einer großen Felsplatte und besitzt aufgrund ihrer Gestaltung einen unverwechselbaren Charakter.
Vitlycke bildet das Zentrum des Weltkulturerbegebietes. Die Felsritzungen sind die größten und figurenreichsten Felsritzungen in Schweden. Unter den vielen Bildern von Schiffen, Personen und Tieren gibt es u. a. ein Brautpaar, eine Frau bei einem liegenden, eventuell toten Mann, eine Gruppe von Männern mit Streitäxten, einen Mann vor einer großen Schlange u. a. Bei Vitlycke befindet sich auch ein Museum.
Bei Fossum gibt es ein umfangreiches Felsbild mit 130 Figuren in einer zusammenhängenden Komposition; die Felsritzungen werden von einigen als Kampfszene, von anderen als Jagdszenen gedeutet. Auch bei Litsleby gibt es Szenen mit Waffen. Ein 2,5 m großer Mann mit Speer ist die größte menschliche Figur, die man in Felsbildern gefunden hat. In der Nähe dieser Figur gibt es Reiter mit Speeren und Schilden.
Als die Felsritzungen geschaffen wurden (1800–500 v. Chr.), können diese Plätze direkt am Meeresufer gelegen sein. Heute befinden sie sich aufgrund der skandinavischen Landhebung 25–30 m über dem Meer.